# Wólka Piaseczna (województwo podlaskie)
Wólka Piaseczna – wieś w Polsce położona w województwie podlaskim, w powiecie monieckim, w gminie Goniądz.
| SIMC    | Nazwa   | Rodzaj    |
| ------- | ------- | --------- |
| 0396908 | Grzędy  | część wsi |
| 0396920 | Układek | część wsi |

Na przełomie sierpnia i września 1944 wieś spacyfikowały oddziały Wehrmachtu. Część mieszkańców wywieziono na roboty przymusowe, a 8 osób zamordowano (ustalono nazwiska ofiar). Budynki rozebrano lub spalono, inwentarz zrabowano.
W latach 1975–1998 miejscowość należała administracyjnie do województwa łomżyńskiego.
Wierni kościoła rzymskokatolickiego należą do parafii Wniebowstąpienia Pańskiego w Osowcu.